# Oncocnemis singularis
Oncocnemis singularis är en fjärilsart som beskrevs av Barnes och Mcdunnough 1912. Oncocnemis singularis ingår i släktet Oncocnemis och familjen nattflyn. Inga underarter finns listade i Catalogue of Life.